# Stuck in the Sound
Stuck in the Sound es una banda francesa de indie rock en inglés formada en París en 2002. Los miembros actuales de la banda son: José Reís Fontão (voz principal), Emmanuel Barichasse (guitarra principal), Arno Bordas (bajo)  y François Ernir (batería y coro). La banda actualmente tiene contrato con Discograph Records y hasta la fecha han grabado seis álbumes de estudio, su primer álbum lanzado comercialmente fue su álbum homónimo «Stuck in the sound» en 2004 y su más reciente álbum, 16 dreams a minute fue lanzado en 2024.

## Historia
Stuck in the Sound se formó en París en 2002. Los cuatro miembros del grupo compartieron el amor por la banda Nirvana y su vocalista Kurt Cobain. El nombre Stuck in the sound provino de que cuando la banda empezó se encerraron en un sótano por lo que literalmente estaban "atascados en el sonido". El grupo lanzó su álbum debut de estudio el 1 de octubre de 2004 en un disco compacto producido por la misma banda, Stuck Records. El 6 de octubre de 2006 lanzaron su primer EP, «Toy Boy EP», que contiene cuatro temas, tres de ellos de su segundo álbum.
Dos meses después del lanzar su EP; su segundo álbum de estudio, lanzado comercialmente, «Nevermind the Living Dead» fue lanzado como descarga, CD y LP en Francia y como descarga en otros países. A pesar de que el álbum no entró a ninguna lista nacional una serie de canciones del mismo álbum fueron incluidas en varias compilaciones de Never On the Radio también en Les Inrockuptibles Made In France y «Toy Boy» fue incluido en L'Alternative Rock de EMI France. Toy Boy fue incluida en el soundtrack de Guitar Hero World Tour.
Durante el mismo año la banda comenzó a grabar su tercer álbum de estudio. Lanzaron el sencillo «Ouais» el 1 de diciembre de 2008 para predecer al álbum y el 26 de enero de 2009, Shoegazing kids para moderar él éxito comercial logrando una posición máxima del No° 69 en la lista de álbumes franceses y quedándose en el top 200 por un total de seis semanas. En Francia, el sencillo llegó a la posición No°. 69, como máximo vendió más de 10, 000 copias. «Shoot Shoot» el segundo sencillo de «Shoegazing Kids» fue presentado el 29 de junio de 2009.

## Discografía
- Stuck in the Sound (2004)
- Nevermind the Living Dead (2006)
- Shoegazing Kids (2009) - FRA Núm. 69
- Pursuit (2012)
- Survivor (2016)
- Billy Believe (2019)
- 16 dreams a minute (2024)

### EP
- Toy Boy EP (2006)

### Singles[10]
- Toy Boy (2006)
- Ouais (2008)
- Shoot Shoot (2009)
- Pop Pop Pop (2015)
- Miracle (2016)
- Her (2016)